# NGC 4065
NGC 4065是一个位于后发座的椭圆星系，距离地球3亿光年。NGC 4065于1785年4月27日由威廉·赫歇爾首次发现，1832年4月29日由約翰·赫歇爾再次发现，并被列为NGC 4057。NGC 4065属于NGC 4065星系团，与NGC 4061组成一对交互作用星系。